# Popillia fimbripes
Popillia fimbripes är en skalbaggsart som beskrevs av Lin 1988. Popillia fimbripes ingår i släktet Popillia och familjen Rutelidae. Inga underarter finns listade i Catalogue of Life.